# Дзядик Владислав Кирилович
Владисла́в Кири́лович Дзя́дик (18 лютого 1919, Сахновщина — 26 жовтня 1998, Київ) — видатний український математик, доктор фізико-математичних наук (1960), професор (1963), член-кореспондент АН УРСР (1969). Заслужений діяч науки Української РСР (1990). Лауреат премії НАН України імені М. М. Крилова (1991). Соросівський професор (1995—1998).

## Біографія
У 1937—1941 роках навчався на романо-германському факультеті Київського державного університету.
У 1941 році потрапив у оточення, пішки прийшов додому. 1943 року вдруге потрапив у оточення,  тільки дивом залишився живим. У 1943—1945 роках був на примусових роботах у місті Бранденбург, Німеччина.
Після війни у 1945—1946 роках вчителював у селі Волоська Балаклія Харківської області.
Пізніше, у 1946—1951 роках навчався на механіко-математичному факультеті Дніпропетровського державного університету.

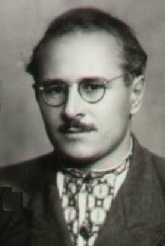
Студент 4 курсу, Дніпропетровський університет, 1950

По закінченні університету у 1951—1953 роках він був вчителем у селі Затурці, смт Луків та смт Цумань Волинської області.
Протягом 1953—1960 років працював у Луцькому педагогічному інституті імені Лесі Українки.
У 1960 році Владислав Кирилович Дзядик успішно захистив докторську дисертацію у МІАН СРСР імені Стєклова.
1963 року затверджений у вченому званні професора
26 грудня 1969 року обраний членом-кореспондентом АН УРСР.
У 1960—1998 роках він працював у Інституті математики АН УРСР. У 1963 році створив відділ теорії функцій Інституту математики АН УРСР, яким керував до 1990 року. З 1990 року працював радником при дирекції Інституту математики АН УРСР.
Одночасно, у 1962—1968 роках він також був завідувачем кафедри математичного аналізу Київського державного університету імені Тараса Шевченка.
Помер 26 жовтня 1998 року. Похований на Берковецькому кладовищі.

## Родина
Батько — Дзядик Кирило Павлович (1895, Сокаль, Галичина, Австро-Угорщина (нині Львівська область, Україна) — 1941, ГУЛАГ (за іншими джерелами — 1937, Сахновщина), якого було 1937 року арештовано та репресовано. У 1988 році Владислав Дзядик присвятив свою монографію «Аппроксимационные методы решения дифференциальных и интегральных уравнений» пам'яті батька.
Мати — Дзядик (Кацай) Феодосія Трохимівна (22 травня 1899, Сахновщина, Харківська область — 7 квітня 1983, Київ)
Дружина (з 1943 по 1965) — Дзядик (Гримайло) Софія Іванівна (30 жовтня 1925, Межиріч, Лебединський район, Сумська область — 10 жовтня 2005, Київ)
Дружина (з 1967 по 1998) — Дзядик (Борисова) Світлана Юріївна (нар. 19 серпня 1936, Донецьк)
Діти: Юрій (1946, Сахновщина), Надія (1957, Луцьк), Тетяна (1974, Київ)

## Творчий доробок

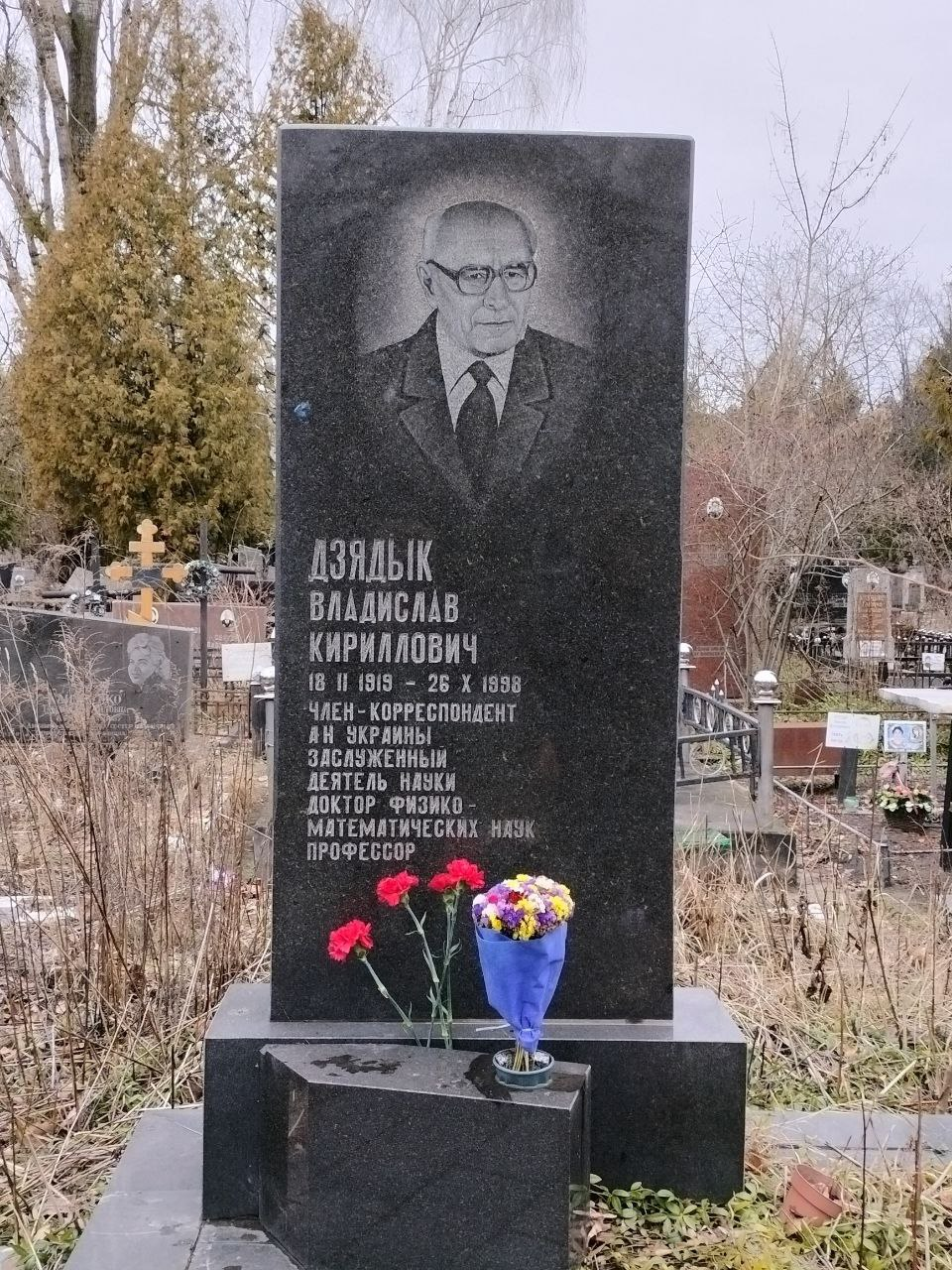
Пам'ятна дошка В. К. Дзядику. Берківці, 18 лютого 2024

Студентом у 1951 розв'язав проблему Фавара. Пізніше він також знайшов точну оцінку найкращого наближення {\displaystyle \displaystyle E_{n}(W^{r})} на класі періодичних функцій  {\displaystyle \displaystyle W^{r}}:
{\displaystyle E_{n}(W^{s})=E_{n}(W_{1}^{(s)})_{L}={\frac {K_{s}}{n^{s}}}\sin {\frac {s\pi }{2}},\ \ \ 0<s<1,}   де  {\displaystyle K_{s}={\frac {4}{\pi }}\sum _{k=0}^{\infty }\left(2k+1\right)^{-(s+1)}.}
Константи {\displaystyle \displaystyle K_{s}}, визначені при {\displaystyle \displaystyle 0<s<1}, відрізняються від констант Фавара {\displaystyle K_{r}={\frac {4}{\pi }}\sum _{k=0}^{\infty }\left[{\frac {(-1)^{k}}{2k+1}}\right]^{r+1}}, які визначені при цілих невід'ємних {\displaystyle \displaystyle r.}
Тридцять років життя присвятив розбудові апроксимаційної теорії диференціальних та інтегральних рівнянь.
У 1951—1968 працював переважно у галузі теорії функцій, зокрема, знайшов вирішення відомої проблеми Фавара.
У 1968—1998 роках розбудував фундаментальні засади апроксимаційної теорії диференціальних та інтегральних рівнянь, зокрема, розробив методи Дзядика (а-метод, АІ-метод), перетворення Дзядика.

## Монографії
- V. I. Arnol′d, M. Š. Birman, Ju. A. Dubinskiĭ, V. K. Dzjadyk, D. M. Èĭdus, M. G. Gasymov, V. P. Havin, B. M. Levitan, R. M. Martirosjan and I. I. Rjabcev. Eleven Papers on Analysis // American Mathematical Society Translations: Series 2. 1966: Volume 53. ISBNs: 978-0-8218-1753-7 (print); 978-1-4704-3264-5 (online)
- Дзядык В. К. Введение в теорию равномерного приближения функций полиномами. — М. : Наука, 1977. — 512 с. (рос.)
- Дзядык В. К. Аппроксимационные методы решения дифференциальных и интегральных уравнений / Ин-т математики АН УССР. — К. : Наукова думка, 1988. — 304 с. (рос.)
- Дзядик В. К. Математичний аналіз. Том 1 . — К. : Вища школа, 1995. — 495 с.
- Dzyadyk V. K. Approximation Methods for Solutions of Differential and Integral Equations. — VSP, Utrecht-Tokyo, 1995. — 325 p.  — ISBN 90-6764-194-4. (англ.)
- Andrievskii V. V., Belyi V. I., Dzjadyk V. K. Conformal invariants in constructive theory of functions of complex variable. Translated from the Russian by D. N. Kravchuk. Advanced Series in Mathematical Science and Engineering, 1. World Federation Publishers Company, Atlanta, GA, 1995. x+199 pp.  — ISBN 1-885978-04-9. (англ.)
- Андриевский В. В., Белый В. И., Дзядык В. К. Конформные инварианты в конструктивной теории функций комплексного переменного. Нац. акад. наук Украины, Ин-т приклад. математики и механики — Киев: Наукова думка, 1998. — 223 с.  — ISBN 5-12-004258-9. (рос.)
- Dzyadyk Vladislav K., Shevchuk Igor A. Theory of Uniform Approximation of Functions by Polynomials. — Walter de Gruyter, 2008. — 480 p. (англ.)

## Конференції, присвячені В. К. Дзядику
Конференція, присвячена 70-річчю В. К. Дзядика
- 1989 — Всесоюзна школа «Теория приближения функций», Луцьк, 31 серпня — 8 вересня 1989 року. Голова оргкомітету — академік АН СРСР С. М. Нікольський. У роботі школи взяли участь 143 учених з десяти союзних республік, серед яких 28 докторів наук (у тому числі шість членів-кореспондентів АН), 95 кандидатів наук.

Конференції, присвячені пам'яті В. К. Дзядика
- 1999 — International Conference on Approximation Theory and its Applications dedicated to the memory of V. K. Dzyadyk [Архівовано 4 березня 2008 у Wayback Machine.]. May, 26-31, 1999, Kyiv (англ.)
- 2009 — Functional Methods in Approximation Theory and Operator Theory III. Conference dedicated to the memory of V. K. Dzyadyk (1919—1998) [Архівовано 28 травня 2009 у Wayback Machine.]. August 22-26, 2009. Camp Hart, Village Svityaz, Shatskyi Region, Volyn, Ukraine (англ.) 
 — Ця конференція проходила у рамках Українського математичного конгресу 2009 року [Архівовано 3 травня 2009 у Wayback Machine.]
- 2019 — Міжнародна конференція «Функціональні методи в теорії наближень, диференціальних рівняннях та обчислювальній математиці IV», присвячена 100-річчю з дня народження В.К. Дзядика (1919–1998) / с. Світязь, Волинь, Україна, 20–26 червня 2019 року[19]